# Christoph Wettstein
Christoph Wettstein (* 12. April 1961 in Zürich) ist ein Schweizer Film- und Theaterschauspieler.

## Ausbildung
Wettstein absolvierte von 1982 bis 1985 die Schauspielakademie Zürich und hat sich seither bei diversen Workshops in Deutschland und den USA weitergebildet.

## Filmographie (Auswahl)
- 1997: Dr. Stefan Frank
- 1997–1998: SOKO 5113
- 1997: Vater wider Willen
- 1997: Alle meine Töchter
- 1997–1998: Tatort
- 1997: Gefangene der Liebe
- 1998: ManneZimmer
- 1998: Tierarzt Dr. Engel
- 1998: Krambambuli
- 1999: Streit um drei
- 2000–2002: Medicopter 117
- 2001: Forsthaus Falkenau
- 2002: Um Himmels Willen – Episodennebenrolle
- 2004: Unter Verdacht
- 2005: Der Bulle von Tölz: Ein erstklassiges Begräbnis
- 1997 und 2000–2001, 2004 und 2006–2008: Marienhof – Soap – Nebenrollen
- 2009–2013: Sturm der Liebe – Telenovela – Gastrolle